# Bank of Canada
A Bank of Canada, vagy Banque du Canada (BoC) Kanada központi bankja. 1934. július 3-án hozták létre a Bank of Canada Act alapján, mint magántulajdonú részvénytársaságot. 1938-ban állami irányítás alá került, a kanadai kormány 100%-os tulajdonában álló Crown corporation-né alakították át. Élén a kormányzó (Governor of the Bank of Canada) áll, aki öt alkormányzóból álló kormányzótanáccsal (Governing Council) együttműködve látja el az operatív irányítást. Feladatai: a monetáris politika irányítása, a kanadai dollár bankjegyek kibocsájtása, melynek kizárólagos monopóliumával 1944 óta rendelkezik, a pénzügyi rendszer biztonságának fenntartása és jegybanki szolgáltatások nyújtása az állam és más kliensek számára. Székhelye a Bank of Canada Building Ottawában.

## A Bank of Canada megalakulása
A kanadai jegybank, a Bank of Canada megalakulása

Az 1929-ben kezdődött  nagy gazdasági világválságot követően a kanadai kormány csak kevés monetáris politikai intézkedést hozott a gazdaság támogatására. Richard Bedford Bennett kanadai miniszterelnök 1930-ban hatalomra került konzervatív kormánya ebben a helyzetben a nemzetközi tapasztalatok alapján előnyösnek vélte a központi bank megalakítását. A kérdést 1933 júliusától eseti Királyi Bizottság (Royal Commission) vizsgálta, melynek vezetésére Lord MacMillen-t, a neves brit jogászt kérte fel a miniszterelnök. Ennek tagjai voltak még Sir Charles Addis, a brit jegybank, a Bank of England korábbi igazgatója, John Brownlee, Alberta tartomány miniszterelnöke, Sir William T. White bankár, korábbi konzervatív párti kanadai pénzügyminiszter és Beaudry Leman montreáli bankár. A testület 1933. szeptember 28-án fejezte be a munkáját, tagjai a MacMillan-jelentésben kis többséggel - Brownlee és a két brit tag szavazataival - ugyan, de a nemzeti bank megalapítását támogatták. Mivel a kanadai parlament két nagy pártja, a konzervatívok és a liberálisok is e mellett voltak, a kérdés ezzel gyakorlatilag el is dőlt. Komoly ellenállás csak a kanadai kereskedelmi bankok részéről volt tapasztalható, amelyek hiányolták a megfelelő jegybanki tapasztalatokat az országban, nemlétezőnek tartották a hazai pénzpiacot, megkérdőjelezték az egyes központi bankok hatékonyságát a gazdasági világválság alatt a külföldön, s nem utolsósorban féltették a számukra nagy profitot hozó bankjegy kibocsájtási privilégiumaikat.  Ekkor még a Kanadában forgalomban lévő papírpénzmennyiség nagy többségét az egyes kereskedelmi bankok címletei adták.

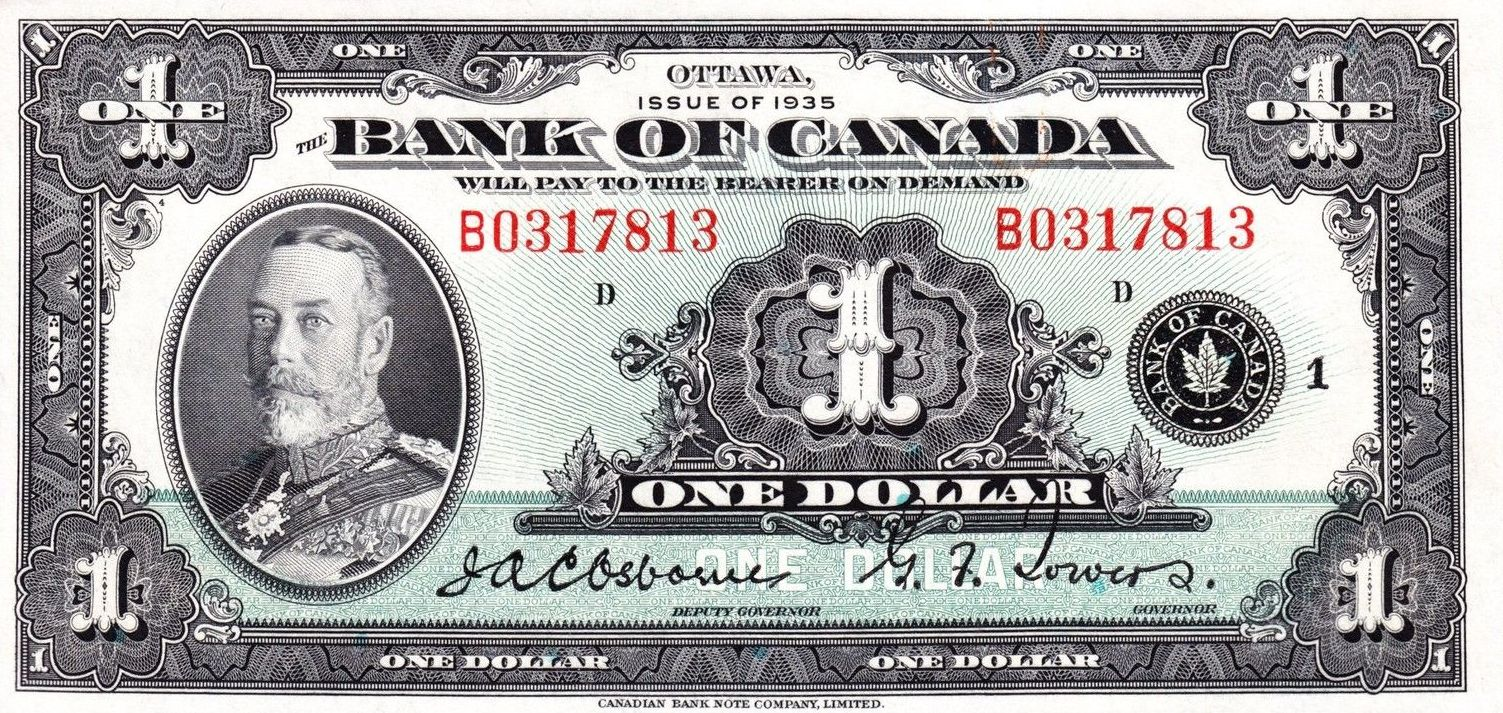
A Bank of Canada által kibocsájtott első, 1935-ös szériába tartozó 1 dolláros bankjegy V. György brit király és indiai császár (1910-1936) portréjával.

V. György király 1934. július 3-án szentesítette a jegybank megalakításáról szóló törvényt (Bank of Canada Act). A Bank of Canada kormányzójává Graham Towers -t, az egyik legnagyobb kereskedelmi bank, a Royal Bank of Canada egyik vezérigazgatóját nevezték ki, a hazai jegybanki szakmai tapasztalatok hiánya miatt alkormányzónak a brit J. A. C. Osborne -t, a Bank of England korábbi titkárát kérték fel. A Bank of Canada 1935. március 11-én kezdte meg működését. A bank - több külföldi társához hasonlóan - ekkor még nagyrészt magántulajdonban volt, részvénytársaságként működött, államosítására 1938-ban került sor.

## Mark Carney egyedi karrierje
2013. július 1-én a Bank of Canada addigi kormányzóját, Mark Carneyt nevezett ki II. Erzsébet a brit kormány javaslatára a Bank of England kormányzójává. A királynő az egymással perszonálunióban álló Nagy-Britannia és Kanada közös uralkodója, így Mark Carney kanadaiként is Őfelsége alattvalójának számít, ezért volt lehetséges a kinevezése az Angol Bank élére.

## A Bank of Canada kormányzói és első alkormányzói
A Bank of Canada kormányzójának és első alkormányzójának (egyszerre öt alkormányzó van hivatalban) hitelesítő aláírása szerepel a kanadai bankjegyeken.

### Kormányzók
- Graham Towers (1934–1954)
- James Coyne (1955–1961)
- Louis Rasminsky (1961–1973)
- Gerald Bouey (1973–1987)
- John Crow (1987–1994)
- Gordon Thiessen (1994–2001)
- David A. Dodge (2001–2008)
- Mark Carney (2008–2013)
- Stephen S. Poloz (2013–  )

### Első alkormányzók
- J.A.C. Osborne (1935–1938)
- Donald Gordon (1938–1950)
- James Coyne (1950–1954)
- John Robert Beattie (1955–1971)
- Gerald Bouey (1972–1973)
- R. William Lawson (1973–1984)
- John Crow (1984–1987)
- Gordon Thiessen (1987–1994)
- Bernard Bonin (1994–1999)
- Malcom Knight (1999–2003)
- Paul Jenkins (2003–2010)
- Tiff Macklem (2010–2014)
- Carolyn Wilkins (2014–  )